# Noëlla Tricheux
Noëlla Tricheux, née à La Havane le 17 octobre 1906 et morte à Toulouse en 1988, est une militante anarchiste et anarchosyndicaliste française. Fille de Paule et Alphonse Tricheux, deux militants libertaires, elle s'engage à leur suite dans le mouvement anarchiste français.
Elle accompagne sa mère lors de son expérience anarchiste à Puigcerdà, pendant la Guerre d'Espagne. Là, les deux participent à l'organisation de la commune autogérée selon les principes anarchistes.

## Biographie
Noëlla Elvire Tricheux naît à La Havane, le 17 octobre 1906, de Paule Tricheux et de son compagnon, Alphonse Tricheux. Les deux sont des militants libertaires et la famille Tricheux entière est une famille notable du mouvement anarchiste français. Les membres de cette famille quittent la France pour Cuba en 1905, peu avant la naissance de Noëlla Tricheux. La famille revient en France en 1919. Comme sa mère, elle intègre le groupe anarchiste Bien être et Liberté à Toulouse. Noëlla Tricheux épouse ensuite Alexandre Durand, un autre anarcho-syndicaliste et les deux ont un fils ensemble, Élie Floréal.
En 1936, Noëlla Tricheux se déplace à Puigcerdà avec son fils, ses parents et une partie de ses frères et sœurs, pour participer à l'expérience anarchiste en cours dans la ville, alors sous le contrôle de la CNT-FAI,. Elle est arrêtée par les communistes à la fin de cet épisode, avec toute la famille Tricheux, et doit rester en captivité un certain temps. Toute la famille est fichée par les Renseignements généraux (RGs) français en 1940.
Elle meurt à Toulouse en 1988.